# Буряк Борис Іванович
Борис Іванович Буряк (нар. 25 жовтня 1953, с. Подвірне, Новоселицький район, Чернівецька область) — український художник, народний художник України, член НСХУ. Мешкає та працює у Львові, де навчає у приватній школі малювання та живопису.

## Біографія
Борис Іванович Буряк (нар. 25 жовтня 1953 р., с. Подвірне, Новоселицький район, Чернівецька область) — видатний український художник, педагог, Заслужений художник України (2004 р.), Народний художник України (2014 р.)[1], сенатор академічного сенату Міжнародної Академії Сучасного Мистецтва м. Рим, (2009 р.) член Національної Спілки Художників України (1987 р.). Багато років викладав у львівській Національній Академії Мистецтв на кафедрах рисунку та живопису. На данний момент мешкає та творчо працює у Львові. Митець, ментор — коуч, виховав блискучу плеяду молодих професійних художників України, навчає їх у власній школі та готує до персональних виставок живопису.
Освіта: Державне училище декоративно-прикладного мистецтва ім. І. Труша (1970—1974 р.р.) та львівська Національна Академія Мистецтв (1974—1979 р.р.). Вже понад 45 років бере активну участь у багатьох національних та міжнародних виставках і є Лауреатом премій Спілки художників України та  міжнародних конкурсів. У серпні 2009 року в Національному музеї імені Андрея Шептицького у Львові відбулася велика ретроспективна виставка його творів з презентацією поважного альбому. Чисельні персональні виставки митця відбувалися у Львові, Києві, Жешуві, (Польща), Нью-Йорку, Ліоні, Метці, Анжері (Франція), Києві, Москві, Відні, Брюсселі, Фалькенбурді (Нідерланди), Аахені, Дортмунді, Мюнхені, Вахтберг-Беркум (Німеччина) та Празі.
Мистецтвознавчі публікації про його творчість знаходяться у мистецьких часописах: Україна, Артанія, Образотворче мистецтво, Аура, Альманах бельгійських галерей, «Юкрейн зе бест», де входять 100 найкращих художників України, енциклопедичне видання «Видатні персони України» та багатьох інших. Його особисті есе про мистецтво та відомих діячів культури України надруковані в багатотомній антології «Українська теоретична думка»(т.1, т.2, т.3, т.4.).
Твори Бориса Буряка зберігаються у багатьох музеях України, а також у приватних колекціях України, США, Франції, Німеччини, Австрії, Бельгії, Нідерландів, Швейцарії та Чехії.